# 莫西内特·杰瑞姆
莫西内特·杰瑞姆（Mosinet Geremew，1992年2月12日—），埃塞俄比亚男子田径运动员，2019年世界田径锦标赛男子马拉松银牌得主、2022年世界田径锦标赛男子马拉松银牌得主。